# Båtnytt
Båtnytt var en båttidning med lika fördelning på segel- och motorbåtar och gavs ut av förlaget Egmont Tidskrifter. Den grundades i början av 1960-talet i samband med ett snabbt ökande intresse för fritidsbåtar. Från och med år 2019 gick den upp i tidningen Praktiskt Båtägande, som också ges ut av Egmont.
Tonvikten låg på tester av både nya och begagnade båtar samt motorer och tillbehör. Andra tydliga delar i tidningen var färdmål, teknik, gör det själv och nyheter.
Den utkom 12 gånger om året, och hade som mest 50 000 exemplar i upplaga.